# 梁椿

梁椿（501年—561年），字千年，代人，北魏、西魏及北周官员。
梁椿的祖父梁屈朱曾任北魏昌平鎮將，父親梁提則是內正郎，最初他是爾朱榮的統軍跟從進入洛陽，之後於滏口打敗葛榮，以軍功授官都將；後來他隸屬賀拔岳跟隨征討平万俟醜奴與蕭寶夤等人，遷任中堅將軍、屯騎校尉、子都督。普泰元年（531年），朝廷拜梁椿為征西將軍、金紫光祿大夫，次年（532年）擔任高平郡守，封爵盧奴縣男，食邑一百戶。太昌元年，進授都督，跟隨宇文泰平定侯莫陳悅，拜任衛將軍、右光祿大夫。西魏大統初年，他進爵欒城縣伯，增加食邑五百戶，並出為隴東郡守，很快就進為公爵，再加食邑五百戶，遷任梁州刺史。他跟隨宇文泰恢復弘農，作戰沙苑，和獨孤信入洛陽，又陪同宇文貴擊敗東魏將領堯雄等人，累積了不少戰功。朝廷因此授與梁椿車騎大將軍、儀同三司、大都督。河橋之戰後，他進爵東平郡公，增食邑一千戶，不久遷官侍中、驃騎大將軍、開府儀同三司。
大統七年（541年），梁椿作為謹的部下討伐稽胡劉平伏，他擒獲了劉平伏的別帥劉持塞；亦陪同獨孤信攻打岷州羌梁仚定，打敗梁仚定後朝廷除授他為清州刺史。在州內他雖然沒有政績可言，不過各族人民度很安定。大統十三年（547年），他隨同李弼赴往潁川支援侯景，又攻打閻韓鎮，斬鎮城人徐衛。閻韓鎮城主卜貴洛領導軍士千多人投降，梁椿因此功增邑四百戶。周孝閔帝踐阼，除授華州刺史，改封清陵郡公，增邑到三千七百戶。周明帝二年（558年），他入朝擔任少保，轉任少傅。保定元年（561年），拜授大將軍，在任內去世。贈恆鄜延丹寧五州諸軍事都督，行恆州刺史，谥号烈。
梁椿做事果断，個性刚毅，擅長安撫招納，每次得到賞賜都分給部下，所以部下在戰事中度全力以赴。他平素愛好節儉，不經營事業，當時的人都稱頌他。

## 引用
1. 1 2 3  《周書·卷二十七·列傳第十九》：梁椿字千年，代人也。祖屈朱，魏昌平鎮將。父提，內（正）郎。椿初以統軍從爾朱榮入洛，復從榮破葛榮於滏口，以軍功進授都將。後從賀拔岳討平万俟醜奴、蕭寶夤等，遷中堅將軍、屯騎校尉、子都督。普泰初，拜征西將軍、金紫光祿大夫。二年，除高平郡守，封盧奴縣男，邑一百戶。太昌元年，進授都督。從太祖平侯莫陳悅，拜衛將軍、右光祿大夫。
2. 1 2  《北史·卷六十五·列傳第五十三》：梁椿，字千年，代人也。初從爾朱榮入洛，又從賀拔岳討平万俟醜奴，仍從周文平侯草陳悅。
3. ↑  《周書·卷二十七·列傳第十九》：大統初，進爵欒城縣伯，增邑五百戶。出為隴東郡守。尋進爵為公，增邑五百戶，遷梁州刺史。從復弘農，戰沙苑，與獨孤信入洛陽，從宇文貴破東魏將堯雄等，累有戰功。授車騎大將軍、儀同三司、大都督。從戰河橋，進爵東平郡公，增邑一千戶。俄遷侍中、驃騎大將軍、開府儀同三司。
4. ↑  《北史·卷六十五·列傳第五十三》：大統中，累以戰功封東平郡公，位開府儀同三司。
5. ↑  《周書·卷二十七·列傳第十九》：七年，從于謹討稽胡劉平伏，椿擒其別帥劉持塞。又從獨孤信討岷州羌梁仚定，破之。除清州刺史。在州雖無他政績，而夷夏安之。十三年，從李弼赴潁川援侯景。別攻閻韓鎮，斬其鎮城徐衛。城主卜貴洛率軍士千人降。以功增邑四百戶。孝閔帝踐阼，除華州刺史，改封清陵郡公，增邑通前三千七百戶。二年，入為少保，轉少傅。保定元年，拜大將軍。卒於位。贈恆鄜延丹寧五州諸軍事，行恆州刺史，諡曰烈。
6. ↑  《北史·卷六十五·列傳第五十三》：周孝閔帝踐祚，除華州刺史，改封清陵郡公。保定元年，拜大將軍，卒于位。贈都督、恆州刺史，諡曰烈。
7. ↑  《周書·卷二十七·列傳第十九》：椿性果毅，善於撫納，所獲賞物，分賜麾下，故每踐敵場，咸得其死力。雅好儉素，不營貲產，時論以此稱焉。
8. ↑  《北史·卷六十五·列傳第五十三》：椿性果毅，善於撫納，所獲賞物，分賜麾下，故每踐敵場，咸得其死力。雅好儉素，不營貲產，時論以此稱焉。

## 延伸阅读
[在维基数据编辑]
 《周書·卷27》，出自令狐德棻《周書》
 《北史·卷065》，出自李延壽《北史》